# Sebastião Salgado
Pour les articles homonymes, voir Salgado.
Sebastião Salgado, né le 8 février 1944 à Aimorés au Brésil et mort le 23 mai 2025 à Neuilly-sur-Seine en France, est un photographe et photojournaliste franco-brésilien.
Il a en particulier couvert la famine en Éthiopie et au Sahel, ainsi que le génocide rwandais et illustré la réalité sociale des plus humbles dans le monde. Il est également connu pour ses photographies en Amazonie et sur la mine d'or de Serra Pelada, dans le district de la municipalité de Curionópolis, au sud-est de l'État du Pará, à 430 kilomètres au sud de l'embouchure du fleuve Amazone.
Personnalité reconnue et décorée, Salgado est aussi membre de l'Académie française des Beaux-Arts et membre honorifique de l'Académie américaine des arts et des lettres.

## Biographie
Sebastião Ribeiro Salgado est le seul garçon d’une famille de huit enfants. Né d’un père éleveur et propriétaire terrien d’origine galicienne (Espagne), dont il porte le prénom, et d'une mère suisse dont la famille s’était installée là à la fin du XIXe siècle, il obtient une maîtrise d'économie et d'économétrie à l'université de São Paulo. Militant au sein des Jeunesses communistes, Salgado se trouve contraint de fuir la dictature brésilienne en 1969, avec sa femme. Il ne retrouvera son pays qu'en 1979 après l'amnistie politique.

### Économiste
En 1969, Sebastião Salgado s'installe à Paris pour suivre des cours à l'École nationale de la statistique et de l'administration économique (Ensae) et préparer un doctorat d'économie agricole. Il effectue plusieurs stages au siège de la FAO à Rome.

En 1971, il est recruté par l'Organisation internationale du café (ICO), basée à Londres. Il y travaille jusqu’en 1973, année durant laquelle il change brutalement de carrière. Rétrospectivement, il déclare à ce sujet : 

« J'emportais mon appareil photo pour mes enquêtes et je me suis aperçu que les images me donnaient dix fois plus de plaisir que les rapports économiques. Je commençais à voir le monde d'une autre manière, à travers le viseur et par un contact direct avec les gens. En fait, j'ai continué à faire la même chose : dresser un constat de la réalité. »

### Photographe
En 1973, Sebastião Salgado s’intéresse à la photographie en autodidacte. Il intègre successivement les agences photographiques Sygma (1974-1975), Gamma (1975-1979) et Magnum (1979-1994).
En 1984-1985, il part au Sahel et collabore avec Médecins sans frontières. Le livre Sahel, l’homme en détresse, publié par Prisma Presse en 1986, a été vendu au profit de MSF en France.
En 1994, il crée à Paris l'agence de presse photos Amazonas Images avec sa femme Lélia Wanick Salgado.
Salgado choisit lui-même ses projets aux quatre coins du Brésil : il travaille toujours en noir et blanc et observe la vie de ceux qui vivent et travaillent dans des conditions difficiles — migrants, mineurs, victimes de la famine. Un de ses reportages renommés, La Mine d'or de Serra Pelada, montre le quotidien dans une mine d’or au Brésil ; il  porte sur les conditions de travail auxquelles les mineurs sont soumis.
Il est nommé représentant spécial de l’UNICEF en 2001.

Dans l'introduction d’Exodes, il écrit : 

« Plus que jamais, je sens que la race humaine est une. Au-delà des différences de couleur, de langue, de culture et de possibilités, les sentiments et les réactions de chacun sont identiques. Les gens fuient les guerres pour échapper à la mort ; ils émigrent pour améliorer leur sort ; ils se forgent de nouvelles existences dans des pays étrangers : ils s'adaptent aux pires situations… »

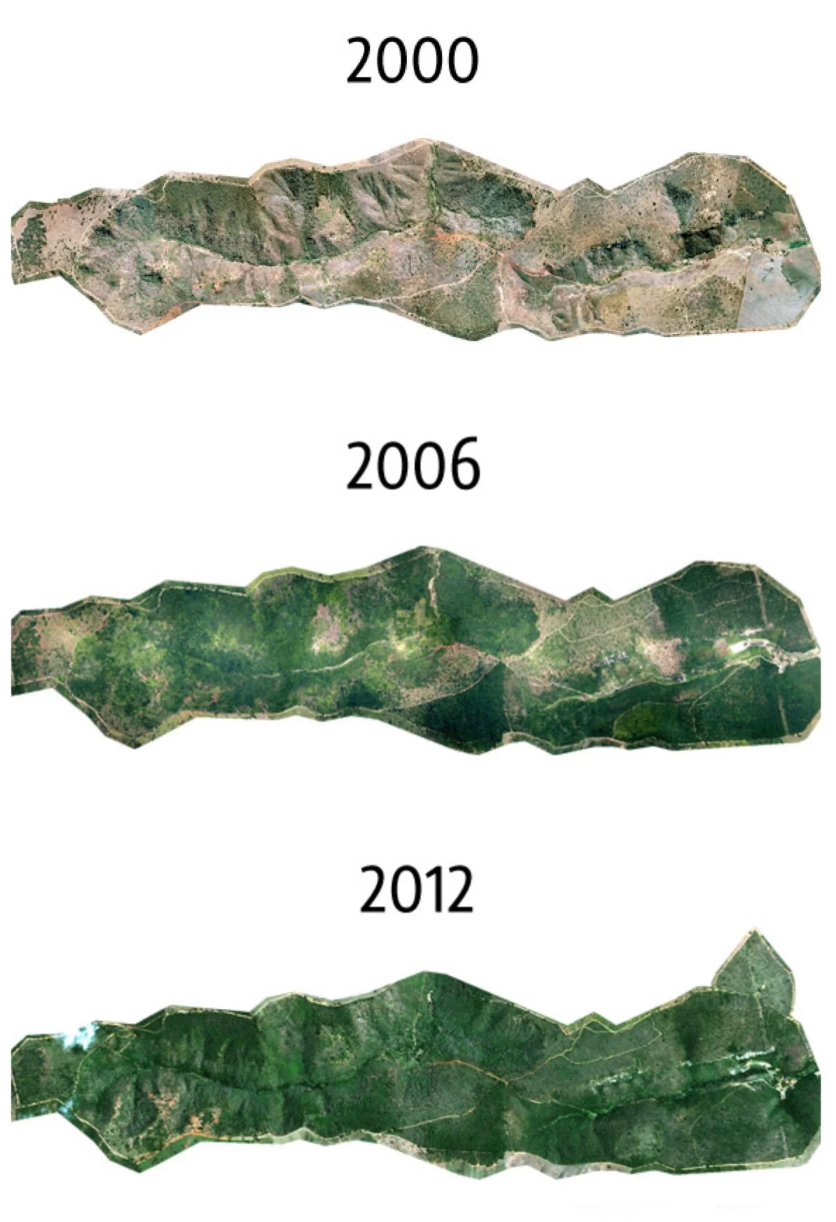
Évolution de la mission de reboisement lancée par l'Institut Terra à l'initiative du couple Salgado.

Dans le domaine de Bulcão qu'il possède près d'Aimorés au Brésil avec sa femme Lélia Deluiz Wanick Salgado, il a rendu à la nature et reboisé près de 700 ha de terres épuisées par des années d'exploitation. Le couple a pour cela créé en avril 1998 l'ONG « Instituto Terra », qui a trouvé des financements pour cultiver et planter près de quatre millions d'arbres. L'institut propose également des programmes de sensibilisation et d'éducation à l'environnement.
En 2014, Wim Wenders et le fils du photographe, Juliano Ribeiro Salgado, réalisent un documentaire sur le travail de Sebastião Salgado, Le Sel de la Terre (The Salt of the Earth) qui reçoit le prix spécial « Un certain regard » au festival de Cannes 2014.
En 2016, Sebastião Salgado se met au service de la liberté de la presse en offrant à l'association Reporters sans frontières (RSF) une anthologie de ses cent plus belles photos en noir et blanc. Ainsi, le premier numéro de l'année de l'album de RSF, « 100 Photos pour la liberté de la presse », contient un portfolio sur l'œuvre de Salgado, avec une préface d'Irina Bokova, la directrice générale de l'UNESCO. Il réalise par ailleurs une série de portraits en noir et blanc de membres de la tribu indigène Asháninka, dont il tire un calendrier. Il photographie notamment la famille du chef indigène Benki Piyãko.
La même année, Sebastião Salgado est officiellement reçu au sein de la section Photographie de l'Académie des beaux-arts qui dépend de l'Institut de France à Paris. Il siège dans le fauteuil qu’occupait Lucien Clergue jusqu’à son décès en 2014,. Il est aussi fait membre honorifique de l'Académie américaine des arts et des lettres,.
En 2021, il monte l'exposition Salgado Amazonia après avoir parcouru l'Amazonie pendant près de six ans pour prendre de nombreuses photographies et vidéos. Prévu à la Philharmonie de Paris, l'évènement est retardé en raison de la pandémie de Covid-19. L'exposition est accompagnée par l'album Amazônia de Jean-Michel Jarre.
Sebastião Salgado meurt le 23 mai 2025 à l'Hôpital américain de Neuilly-sur-Seine, à l’âge de 81 ans,,,,,.

## Technique photographique
Sebastião Salgado travaille en argentique noir et blanc (notamment avec les pellicules Tri-X et T-Max P3200 de Kodak). Il recherche une saturation minimale pour éviter les virages de type sépia, ainsi que les réactions cyanotypiques inhérentes à la révélation chimique des pellicules puis celle sur papier ; il obtient des blancs et des noirs neutres au tirage en sélectionnant les pellicules, les sels révélateurs et les supports. Après avoir utilisé des Leica (35 mm), il passe à un appareil moyen format, le Pentax 645, notamment pour son projet Genesis. Il utilise également un Canon EOS 5D Mark III.
Plus tard, son processus de travail évolue vers un mélange d’argentique et de numérique. Il réalise les prises de vue en numérique avec un appareil Pentax 645D. Salgado ne souhaite pas regarder ses photos sur un écran. Les fichiers numériques sont tirés en planches-contact pour le choix des photos à tirer sur papier. Les photos numériques sélectionnées sont traitées avec le logiciel DxO FilmPack qui ajoute du « grain » argentique correspondant aux films Tri-X ou T-Max P3200. Une fois modifiées, ces images numériques sont transférées sur un internégatif (pellicule argentique sans grain) qui permet au tireur de réaliser à l'agrandisseur analogique des tirages argentiques sur papier baryté.
Sebastião Salgado a mis au point un processus « hybride » argentique/numérique économiquement plus viable que le « tout argentique ».

## Controverses
Depuis le début des années 2000, des journaux (dont le New York Times) et l'écrivain Susan Sontag critiquent les photographies de Sebastião Salgado. Le photographe est accusé d'utiliser de manière cynique et commerciale la misère humaine, de rendre belles les situations dramatiques qu'il saisit au risque de leur faire perdre leur authenticité. Dans son ouvrage Devant la douleur des autres, Sontag s'interroge sur « l'inauthenticité du beau et l’esthétisation du malheur » dans l'œuvre de Salgado. « … Je me méfie de la compassion suscitée par des photos et que ne prolonge aucune réflexion. Je crois que la réflexion doit se substituer à l’incantation généreuse, qui n’est souvent qu’un simulacre. »
L'esthétique de Sebastião Salgado est fondée sur l'émotion. Le spectateur est empêché par cette émotion de voir le récit véhiculé par l'image.
Le photographe a pour sujet récurrent la pauvreté, mais il collabore avec l'industrie du luxe, par exemple avec le champagne Hennessy en 2016.
Le projet Genesis, qui a fait l'objet d'expositions dans les capitales comme Londres, Paris, a été financé par le géant minier Vale International SA, critiqué par de nombreuses ONG pour son impact négatif sur la nature. Dans le même temps, l'artiste affirme haut et fort des valeurs écologiques.

## Publications

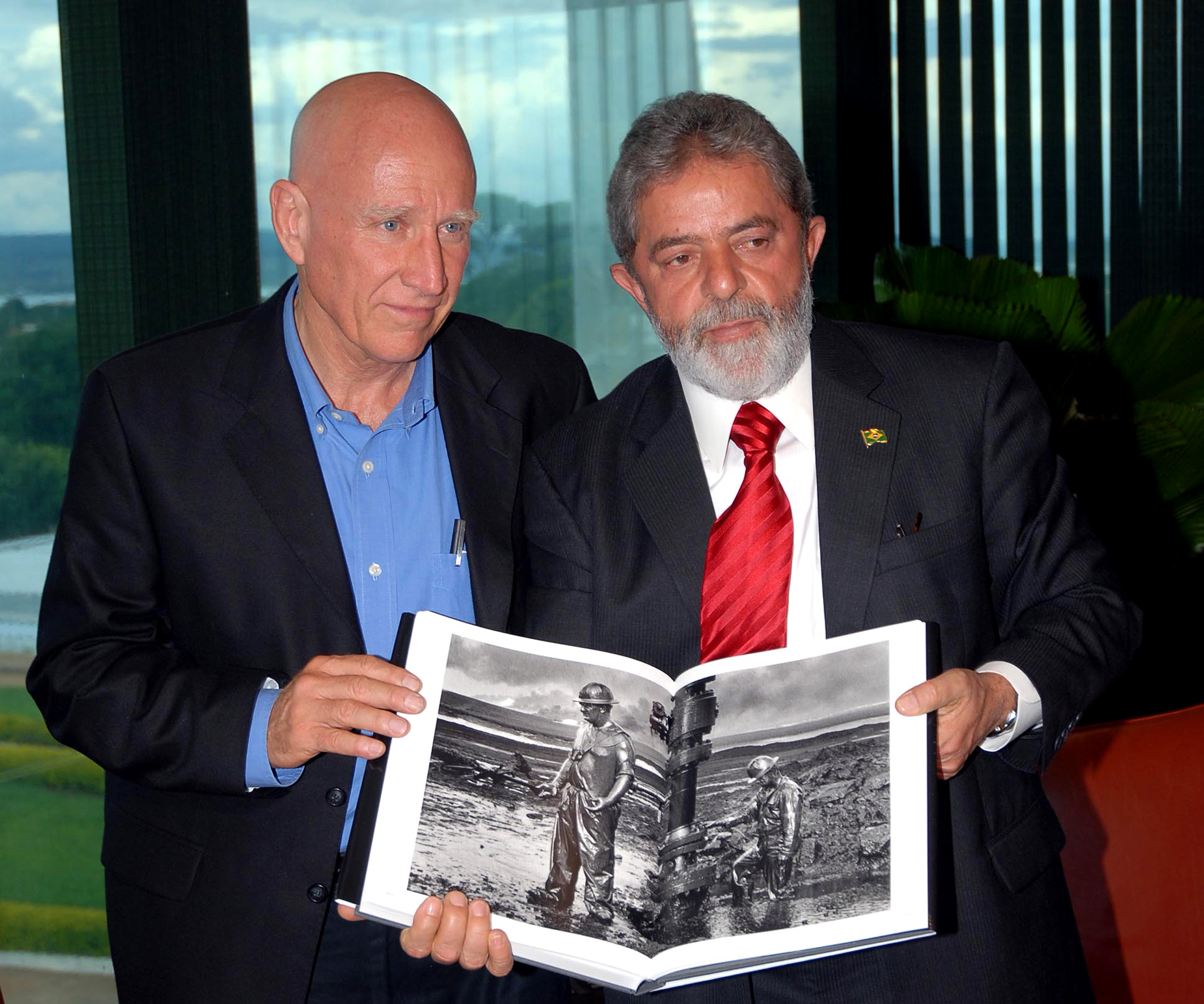
Sebastião Salgado et le président Luiz Inácio Lula da Silva en 2006.

### Années 1980
- Les Hmongs, Médecins sans frontières, Chêne/Hachette, Paris, 1982
- Autres Amériques, Contrejour, 1986
- Sahel : l'Homme en Détresse, Prisma Presse et Centre national de la photographie, pour Médecins sans frontières, France, 1986

### Années 1990
- Sebastião Salgado, La main de l'homme, La Martinière, 2014, 400 p. (ISBN 978-2-7324-6989-8)
- La mine d'or de Serra Pelada, Galerie Debret, Paris, 1994
- Terra, Éditions de La Martinière, France, 1997

### Années 2000
- Exodus, Éditions de La Martinière, Paris, 2000
- The End of Polio : A Global Effort to End a Disease, Bulfinch, 2003
- L'homme et l'eau, Éditions Terre Bleue, Paris, 2005
- Africa (avec Mia Couto et Lélia Wanick Salgado), Taschen France, Paris, 2007

### Années 2010
- Genesis (avec Lélia Wanick Salgado), Taschen France, Paris, 2013
- De ma terre à la Terre (avec Isabelle Francq), Plon, Paris  (ISBN 9782750907631), 2013
- Terres de café, Éditions de La Martinière, France, 2015
- Sebastião Salgado, t. 51, Reporters sans frontières (RSF) / édition illustrée, coll. « 100 photos pour la liberté de la presse », 7 avril 2016, 144 p. (ISBN 978-2362200380)[36].
- Sebastião Salgado, Alan Riding et Lélia Wanick Salgado, Gold, Taschen, 2019, 208 p. (ISBN 978-3-8365-7508-9)

### Années 2020
- Sebastião Salgado, Amazônia, Taschen, 2021, 528 p. (ISBN 978-3-8365-8512-5)

## Expositions
Liste non exhaustive :
- 1994 : Sebastião Salgado, Festival Photofolies, Rodez
- 2019 : Déclarations, musée de l'Homme, du 8 décembre 2018 au 30 juin 2019 [37],[38],[39]
- 2019 : Gold, Galerie Polka, Paris[40]
- 2021 : Amazônia, Philharmonie de Paris, saison 2021-2022[41]
- 2022 : Aqua Mater, Grande arche de La Défense, Paris, de 1er avril au 22 septembre[42]
- 2022 : Magnum Opus, Sotheby's New York, du 26 septembre au 12 octobre[43]
- 2022 : Amazônia, plus de 200 photographies, accompagnées de projections, avec une création musicale inédite de Jean-Michel Jarre, permettant de dresser un vaste panorama de l’écosystème amazonien, Palais des papes d'Avignon, du 27 juin au 30 novembre 2022[44],[45].

## Récompenses et distinctions

### Décorations
- Commandeur de l'ordre de Rio Branco (Brésil, 2004)[46]
- Chevalier de la Légion d'honneur (France, 2016)[47]
- Commandeur de l'ordre des Arts et des Lettres (France, 2014)[46]
- Chevalier de l'ordre du Mérite culturel (Monaco, 2018)[48].

### Prix photographiques
- 1982 : Prix W. Eugene Smith (États-Unis).
- 1985 : Prix Oskar-Barnack (Allemagne).
- 1986 : Infinity Award du photojournalisme (États-Unis).
- 1988 : Prix Erich-Salomon (Allemagne).
- 1989 : Prix international de la Fondation Hasselblad (Suède).
- 1992 : Prix Oskar-Barnack (Allemagne).
- 1993 : Médaille du centenaire de la Royal Photographic Society (Royaume-Uni)[49].
- 1994 : Grand Prix national de la photographie décerné par le ministère de la Culture (France).
- 1998 : Prix Princesse des Asturies (Espagne)[50].
- 2019 : Prix de la paix des libraires allemands (Allemagne).
- 2021 : Docteur honoris causa de l'Université de Namur (Belgique).
- 2021 : Visa d’Or d’honneur du Figaro Magazine, Visa pour l’image (France)[51],[52].
- 2021 : Praemium Imperiale (Japon)[53].
- 2021 : Infinity Awards (États-Unis).
- 2024 : Sony World Photography Awards : prix d’honneur Outstanding Contribution to Photography[54],[55] (Royaume-Uni)

### Émissions de radio
- France Inter • Émission « Regardez voir » : Sebastião Salgado raconte Genesis : huit ans de voyage pour sauvegarder la beauté primitive de la planète, 48 minutes, samedi 28 septembre 2013
- France Inter • Émission « Le temps d'un bivouac » : Au cœur de l'Amazonie avec Sebastião Salgado, 54 minutes, samedi 26 juin 2021
- France Culture • Série « Sebastião Salgado, un œil sur le monde » Épisode 1/5 : Genèse d'un photographe, 28 minutes, lundi 22 avril 2024
- France Culture • Série « Sebastião Salgado, un œil sur le monde » Épisode 2/5 : Un monde en noir et blanc, 29 minutes, mardi 23 avril 2024
- France Culture • Série « Sebastião Salgado, un œil sur le monde » Épisode 3/5 : La main de l'homme, 29 minutes, mercredi 24 avril 2024
- France Culture • Série « Sebastião Salgado, un œil sur le monde » Épisode 4/5 : Démiurge et démons, 28 minutes, jeudi 25 avril 2024
- France Culture • Série « Sebastião Salgado, un œil sur le monde » Épisode 5/5 : Lettre d'amour à la planète, 29 minutes, vendredi 26 avril 2024

### Filmographie
- Le Sel de la Terre (2014), film de Juliano Ribeiro Salgado, fils du photographe, et Wim Wenders, portant sur la vie et le travail de Sebastião Salgado.